# Montgomery (Wales)
Montgomery (walisisch: Trefaldwyn) ist die frühere Hauptstadt der Grafschaft Montgomeryshire und liegt 22 Meilen südwestlich von Shrewsbury an der B 4386 unterhalb des vom englischen König Heinrich III. um 1223 errichteten Montgomery Castle, von dem nur noch Ruinen erhalten sind.

## Geschichte
Die Besiedlung in der Gegend unweit des Flusses Severn ist schon wesentlich älter als die erwähnte Burg: So liegen im Umkreis von Montgomery die Reste mehrerer eisenzeitlicher Hillforts sowie eines großen römischen Lagers (möglicherweise mit dem Namen Lavobrinta). Am Rande der Stadt verläuft auch der Offa’s Dyke aus dem 8. Jahrhundert.
Der Name Montgomery leitet sich von dem normannischen Adeligen Roger de Montgomerie ab, dem König Wilhelm I. nach der Eroberung von 1066 das Land an der walisischen Grenze übergab. Montgomerie stammte ursprünglich aus dem Pays d’Auge in der Normandie und wurde vom König mit der Aufgabe betraut, sowohl gegen die walisischen Fürsten wie gegen die enteigneten angelsächsischen Thanes das Land für die normannischen Eroberer zu sichern. Er errichtete etwa eine Meile südlich der heutigen Stadt auch eine erste hölzerne Burg, die heute unter dem Namen Hen Domen (Alte Burg) bekannt ist.
In den Kämpfen um die walisische Unabhängigkeit im 13. Jahrhundert spielte Montgomery, das 1227 das Stadtrecht erhielt, mehrfach eine wichtige Rolle: So wurde die Burg von Llywelyn ab Iorwerth  1228 und erneut 1231 angegriffen, allerdings nicht erobert, wenngleich die Stadt niedergebrannt wurde. Einen erneuten Angriff unternahm 1245 Llywelyns Sohn Dafydd ap Llywelyn. Das wichtigste Ereignis in der mittelalterlichen Geschichte des Ortes ist der Abschluss des Vertrags von Montgomery, in dem Llywelyn ap Gruffydd vom englischen König als Fürst von Wales anerkannt wurde. Obwohl die Vereinbarungen in Shrewsbury zustande kamen, wurden sie im September 1267 bei einem Treffen am Ufer des Severn besiegelt und dann auf der Burg von Montgomery gefeiert. Nach der Eroberung von Wales durch König Eduard I. wurden die Stadtbefestigung ab 1279 als steinerne Mauer neu errichtet.
Nach der Eroberung von Wales sank die die strategische Bedeutung der Burg, die vernachlässigt wurde und bereits 1343 als verfallen galt. Sie wurde zwar noch unter Roger Mortimer, 2. Earl of March nach 1359 und in den 1530er Jahren unter König Heinrich VIII. noch einmal erneuert, doch waren Stadt und Burg Montgomery nicht mehr von größerer militärischer Bedeutung. 1541 wurde Montgomery an die Familie Herbert übergeben, von denen eine Nebenlinie die Earls of Powis stellen. Während des Englischen Bürgerkrieges kam es 1633 zu einer Schlacht vor den Toren der Stadt, bei der die Parlamentarier mit 3000 Mann eine rund 2000 Mann stärkere königliche Truppe besiegten. Nach dem Ende des Bürgerkriegs wurde die Burg 1649 endgültig geschleift. Teilweise wurden Materialien der Burg zum Bau von Häusern in der Stadt genutzt.
Der heutige Stadtkern enthält noch viele Häuser aus der zweiten Hälfte des 18. Jahrhunderts, wobei es sich allerdings in vielen Fällen nur um neue Fassaden wesentlich älterer Häuser handelt. Allerdings gibt es auch etliche Häuser im typischen Fachwerkstil von Montgomeryshire.